# 日本理化工業所
株式会社日本理化工業所（にっぽんりかこうぎょうしょ）は、マイカ素材を中心とした電気絶縁用および関連製品の製造販売を行う企業グループ（日本理化グループ）を統括する企業。
本項目では、株式会社日本理化インダストリーズ（旧商号・日本理化工業所）をはじめとする日本理化グループの他の企業についても記述する。

## 経営理念
- 人を大切にします。
- 新しい価値を創造します。
- 地球を大切にします。

## 事業内容
- 重電機器用マイカテープ、耐火電線用マイカテープ製造
- 重電機器用ステータコイル製造、及び関連部材製造
- プリント配線板用金属板、パワーモジュール、放熱基板材料製造
- 絶縁物及び金属物加工、成型
- 高機能フィルム、絶縁シート、絶縁ワニス等の代理店販売
- 雨水貯留システム、自己制御ヒーター等の建材販売

## 沿革
特記なき事項の出典：
- 1914年 - 東京府荏原郡（現在の東京都大田区）に「日本マイカナイト製作所」を創立。
- 1915年 - 本社を東京府荏原郡大井町（現在の東京都品川区大井）に移転し、社名を「日本理化工業株式会社」に改称。
- 1947年 - 社名を「株式会社日本理化工業所」に改称。
- 1964年 - 栃木県下都賀郡壬生町（創業者である大栗逓三の出身地[2]）に工場を建設。
- 1987年 - 本社工場の機能を栃木工場に集約（移転）し、本社には本社機能のみを有することになる。
- 1992年 - 福島県伊達郡飯野町に工場を建設。
- 2003年 - 飯野工場を飯野町から二本松市に移転し、福島事業所とする。
- 2012年 - 大栗崇司が社長に就任。
- 2013年 - 東洋整流子株式会社、有限会社あだち技研の全株式を取得し子会社化。
- 2014年 - 矢野電線工業株式会社の全株式を取得し子会社化。
- 2016年 - 東洋整流子株式会社を株式会社日本理化コミュテーターズに、矢野電線工業株式会社から株式会社日本理化エレクトリックワイヤーにそれぞれ社名変更。
- 2017年 - 鈴宝電機株式会社を子会社化し、株式会社日本理化コイルシステムズに社名変更、同社が株式会社ムライ製作所の事業を譲受。
- 2018年 - 東山フイルム株式会社の絶縁加工事業部門を譲受し、株式会社日本理化ファブリケーションズを設立。
- 2025年 - 事業会社だった株式会社日本理化工業所を株式会社日本理化インダストリーズに社名変更し、持株会社だった株式会社日本理化ホールディングスを株式会社日本理化工業所に商号変更[3]。

## 支店・事業所
- 本社（東京都品川区大井1-20-6）
- 栃木事業所（栃木県下都賀郡壬生町大字壬生甲3737）
- 福島事業所（福島県二本松市渋川字柳下1-1）
- 飯野分工場（福島県福島市飯野町大久保字菅平8-1）
- 栃木下野ディストリビューションセンター（栃木県下野市柴字丸野286-12）
- 中部ディストリビューションセンター（三重県鈴鹿市深溝町1599-1）
- 長崎ディストリビューションセンター（長崎県西彼杵郡時津町西時津郷字金堀1000-150）
- 慶州事業所（大韓民国慶尚北道慶州市外東邑（朝鮮語版）ムンサン工業団地226-168）
- 蔚山支店（NO.1551-3 Samsan - Dong, Nam-Ku, Ulsan, KOREA）
- 台湾支店　（Rm. 3, 6F., No.27 Sec.3 Zhongshan N. Rd., Zhongshan Dist., Taipei City 104, TAIWAN）
- NIPPON RIKA(S) PTE LTD　（Blk 11 Kallang Place #05-12, SINGAPORE）
- NIPPON RIKA GR(INDIA) PVT LTD　（Mica House, 2A Pretoria Street Kolkata, 700071, INDIA）

## グループ会社
日本理化グループの会社。
- 株式会社日本理化インダストリーズ
- 株式会社日本理化エナジーシステムズ
- 株式会社日本理化インシュレーションズ
- 株式会社日本理化シェアードソリューションズ
- 株式会社日本理化テクノロジーズ
- 株式会社日本理化コミュテーターズ
- 株式会社日本理化コイルシステムズ
- 株式会社日本理化エレクトリックワイヤー
- 株式会社日本理化ファブリケーションズ
- NIPPON RIKA(S) PTE. LTD.
- NIPPON RIKA GR(INDIA) PVT. LTD.
- NIPPON RIKA INC.
- NIPPON RIKA KOREA CO., LTD.
- NIPPON RIKA ROM S.R.L.
- NIPPON RIKA INTERNATIONAL (THAILAND) CO.,LTD.
- NIPPON RIKA VIETNAM CO., LTD.
- NIPPON RIKA VINCENT INDUSTRIE S.A.S.
- NIPPON RIKA BARTECH MACHINERY INC.
- Micamation AG
- 理化商貿（上海）有限公司
- こだま電機工業株式会社